# Dar Salim
Dar Salim (Bagdad, 18 augustus 1977) is een Koerdisch Irakese acteur met de Deense nationaliteit.

## Biografie
Salim werd geboren in Bagdad en verliet Irak met zijn familie als zesjarige vluchteling. Via Syrië en Bulgarije kwam het gezin terecht in een asielzoekerscentrum op Amager in Kopenhagen. Na zijn gymnasiumdiploma in  Tårnby ging hij werken bij Den Kongelige Livgarde als beveiliger van het Deens Koningshuis. In 2002 behaalde hij zijn vliegbrevet en hij vloog enige tijd voor een Britse luchtvaartmaatschappij.
Het acteren heeft hij geleerd aan de William Esper Studio in New York, waarna hij zich in Londen bekwaamde in method acting. Ook had hij privélessen bij de Deens actrice Sarah Broberg. Salim begon in 2003 met acteren in de televisieserie Forsvar, waarna hij meer rollen speelde in televisieseries en films. Tot zijn bekende televisierollen behoren de politicus 'Amir Dwian' in Borgen, 'Bo' in Dicte, 'Abbas el Fassi' in het Zweedse Springfloden en de rechercheur 'Mads Andersen' in het Duitse Tatort (van Radio Bremen TV). Hij had ook een centrale rol in de satirische ARD-miniserie How to Tatort. Salim treedt regelmatig op in toneelstukken in de theaters van Kopenhagen en Frederiksberg.
In 2009 werd Salim genomineerd voor een Bodil voor zijn rol in de film Gå med fred Jamil - Ma salama Jamil in de categorie 'beste acteur'. In 2018 kreeg hij een nominatie voor een Robert voor zijn rol in Dicte in de categorie 'beste ondersteunende acteur'.
Dar Salim woont met de filmproducente Meta Louise Foldager en hun zoon in het Kopenhaagse stadsdeel Vesterbro.

## Filmografie

### Films
Uitgezonderd korte films.
- 2024 Vogter - als Rami
- 2023 Guy Ritchie's The Covenant - als Ahmed
- 2023 Underverden II - als Zaid
- 2022 Kærlighed for voksne - als Christian
- 2022 Svart krabba - als Malik
- 2020 Curveball - als Rafid Alwan
- 2019 Selvhenter - als Dar Salim
- 2018 Til vi falder - als Adam
- 2018 Iqbal & Den Indiske Juvel - als oom Rafiq
- 2017 Nabospionen - als vader van Vincent
- 2017 Lommbock - als 10 jaar Bau
- 2017 Underverden - als Zaid
- 2016 Iqbal & superchippen - als oom Rafiq
- 2016 Spuren der Rache - als Hassan
- 2016 De standhaftige - als Sami de dokter
- 2015 Iqbal & den hemmelige opskrift - als oom Rafig
- 2015 Krigen - als Najib Bisma
- 2015 Macho Man - als Cem Denizoglu
- 2014 Exodus: Gods and Kings - als commander Khyan
- 2014 Familien Jul - als Skoleinspektør
- 2014 Nordic Factory - als Amir
- 2013 Det andet liv - als Mikael
- 2012 Kapringen - als Lars Vestergaard
- 2011 Magi i luften - als Benny
- 2011 Frit fald - als Hans
- 2011 The Devil's Double - als Azzam
- 2010 Sandheden om mænd - als Christian
- 2010 Smukke mennesker - als aversietherapeut
- 2010 Min bedste fjende - als gymleraar
- 2010 Submarino - als Goran
- 2008 Gå med fred Jamil - Ma salama Jamil - als Jamil
- 2006 Forestillingen om et ukompliceret liv med en mand - als taxichauffeur

### Televisieseries
Uitgezonderd eenmalige gastrollen.
- 2022 Boys - als Mikael - 7 afl.
- 2021-2022 Tatort - als Mads Andersen - 2 afl.
- 2019 Fred til lands - als Milad - 8 afl.
- 2018-2019 Ófærð (Trapped) - als Jamal Al Othman - 4 afl.
- 2016-2018 Springfloden (Springvloed) - als Abbas El Fassi - 14 afl.
- 2018 Kriger - als CC - 6 afl.
- 2017 Gidseltagningen - als Adel - 2 afl.
- 2017 Jerks - als Dar - 10 afl.
- 2013-2016 Dicte - als Bo Skytte - 30 afl.
- 2013 Bron/Broen (The Bridge) - als Peter Thaulou - 4 afl.
- 2010-2011 Borgen - als Amir Dwian - 11 afl.
- 2011 Game of Thrones - als Qotho - 6 afl.
- 2009 2900 Happiness - als piloot - 2 afl.
- 2009 Livvagterne - als Ammar Hayat - 2 afl.

- Bibsys: 12009295
- Bibliothèque nationale de France: cb181686279 (data)
- Gemeinsame Normdatei: 1059085038
- International Standard Name Identifier: 0000 0004 2646 7901
- Library of Congress Control Number: no2016095929
- Nationale Bibliotheek van Tsjechië: xx0241002
- Nederlandse Thesaurus van Auteursnamen: 329835513
- Système universitaire de documentation: 175705399
- Virtual International Authority File: 306317401
- WorldCat: E39PBJdRwQpmFkVG3KwRHdW7HC